# Pseudoceloma
El pseudoceloma (fals celoma) és una cavitat corporal plena de fluid d'origen blastocèlic. El pseudoceloma es presenta en animals en els quals el mesoderm envaeix només parcialment el blastocel. Els animals amb pseudoceloma s'anomenen pseudocelomats o blastocelomats.
En els nematodes el pseudoceloma es troba dins de la paret corporal externa i banya els òrgans interns, incloent els sistemes alimentari i reproductiu. El pseudoceloma conté celomacits que proporcionen pressió hidroestàtica a tot l'animal, funciona com lubricant entre teixits i proporciona un medi pel senyalament intercel·lular i el transport de nutrients.
És freqüent que el pseudoceloma quedi obliterat en l'animal adult degut al creixement del teixits; en aquest cas, el pseudoceloma resta reduït als espais intersticials, plens de líquid celòmic que envolten els derivats mesodèrmics. La forma de presentar-se el pseudoceloma en l'adult varia considerablement d'un grup zoològic a un altre.